# Cucurbita radicans
Cucurbita radicans, ở México thường gọi là calabacilla ("bí nhỏ") hay calabaza de coyote ("bí sói đồng cỏ"), là một loài thuộc chi Bí bản xứ miền trung-nam México (chủ yếu ở ba bang Jalisco, México và Michoacán). Nó vừa mọc dại vừa là cây trồng. Mẫu vật điển hình được thu thập gần Guadalupe, trong vùng lân cận Thành phố México (vị tri chính xác không rõ). Loài này phổ biến khắp vùng, mọc cả trong ruộng bắp và sân vườn, vừa được trồng vừa là loài xâm lấn. Đây là họ hàng gần của Cucurbita pedatifolia.